# Ellesmere Port
Ellesmere Port este un oraș în comitatul Cheshire, regiunea North West, Anglia. Orașul se află în districtul Ellesmere Port and Neston a cărui reședință este.